# Cuauhtémoc (Colima)
Cuauhtémoc es una localidad del estado mexicano de Colima, ubicada al noreste del estado, es la cabecera del municipio homónimo.

## Historia
El origen de lo que hoy es la población de Cuauhtémoc se dio a mediados del siglo XIX como un establecimiento a orillas del camino real que desde la Ciudad de México conducía al puerto de Manzanillo, las rancherías que se encontraban a su paso se dedicaron como postas y servicios a los arrieros y a los viajeros que transitaban por este camino, hacia el año de 1850 recibía el nombre de los Ranchos de San Jerónimo y en 1870 recibió el grado de congregación. En 1879 el Congreso de Colima le dio el rango de pueblo a solicitud de sus habitantes y le denominó Guatimozín, una corrupción del nombre de último hueytlatoani azteca Cuauhtémoc, que era de uso muy común en el siglo XIX, desde su origen era parte del municipio de Colima hasta el 1 de febrero de 1919 en que fue creado el nuevo municipio de Cuauhtémoc del que fue designada cabecera, cambiándose oficialmente su nombre a Cuauhtémoc, ya escrito de manera correcta.
Durante la Revolución Mexicana se hospedaron en Cuauhtémoc primeramente Francisco I. Madero y  posteriormente Álvaro Obregón en sus campañas militares, así mismo fue uno de los principales centros de acción de la Guerra Cristera en el estado de Colima. 

#### Localidad y Festejos Charrotaurinos
Esta localidad es conocida por sus festejos charrotaurinos, celebrados en honor a San Rafael Arcángel durante el mes de octubre. Estas festividades, de carácter patronal y charrotaurino, son muy antiguas y representan las más importantes y concurridas del municipio. Además, se consideran la segunda fiesta charrotaurina más relevante del estado de Colima. Aunque no existen datos concretos sobre su origen, se estima que estas celebraciones surgieron entre los años 1830 y 1840, con un carácter religioso y patronal, en veneración a San Jerónimo, el primer santo patrono de la localidad.
Posteriormente, se incluyó a los tres Arcángeles en los festejos, consolidándose como la fiesta patronal de “San Jerónimo de los Santos Ángeles”. Este cambio se documenta alrededor del año 1879, cuando el pueblo de San Jerónimo fue reconocido oficialmente como tal. Las fiestas charrotaurinas, por su parte, comenzaron a ganar relevancia hacia 1870, momento en el que estas celebraciones adquirieron elementos más profanos y taurinos. Actualmente, son las más concurridas después de los festejos charrotaurinos de Villa de Álvarez.

#### Origen de la “Entrada de la Música”
San Jerónimo también es considerado cuna de la tradicional “Entrada de la Música”, una tradición que se celebra en diversos pueblos de Colima pero que tiene su origen en esta localidad, según registros que datan de aproximadamente 1850. Aunque no existen datos exactos, esta celebración comenzó a ganar popularidad y relevancia hacia 1875. El nombre de esta tradición proviene de la recepción de bandas musicales, principalmente de Tuxpan, a las que los pobladores esperaban con carretas adornadas y niños vestidos de angelitos. La festividad culminaba con una misa al mediodía.  .La Entrada de la musica en la Actualidad es la mas importante del estado de Colima llevándose a cabo con la tradicional cabalgata que llega reunir a mas de 5 mil caballos y un sin fin de Bandas y grupos culturales con una larga historia de haberse originado de 174 años de tradición.

#### Características de los Festejos
Las festividades se extienden por 15 días durante el mes de octubre, comenzando con la tradicional “Entrada de la Música”. Esta tradición, que supera los 170 años de antigüedad, incluye eventos como la cabalgata, considerada una de las más grandes del estado de Colima. En conjunto, los festejos charrotaurinos y patronales de San Jerónimo son de los más significativos y tradicionales del estado, con una rica historia que refleja la identidad cultural de la región en estos festejos charrotaurinos se llevan las Tradicionales corridas de toros, el toro de once, los tradicionales recibimientos,cabalgatas, y la tradicional feria de octubre donde se realizan bailes populares y eventos culturales y son muy concurridos y afamados desde 1890 cuando se volvieron muy populares los tradicionales festejos charrotaurinos de cuauhtémoc colima.

## Localización y población
Cuauhtémoc se encuentra ubicado hacia el extremo noreste del estado de Colima, sus coordenadas son 19°19′41″N 103°36′10″O / 19.32806, -103.60278, está situada a una altitud de 940 metros sobre el nivel del mar y a 15 kilómetros de la capital del estado, la ciudad de Colima, con que la que se comunica por la Carretera Federal 54, que tiene dos vías, una autopista de cuatro carrilles de cuota y una carretera sencilla de dos carriles libre, en sus cercanías se encuentra el Aeropuerto Lic. Miguel de la Madrid que da servicio a la ciudad de Colima y sus alrededores.
El Conteo de Población y Vivienda del Instituto Nacional de Estadística, Geografía e Informática realizado en 2005 dio como resultado un total de 8,165 habitantes para la ciudad de Cuauhtémoc, de estos 3,974 son hombres y 4,191 son mujeres.